# Zakdoekstemming

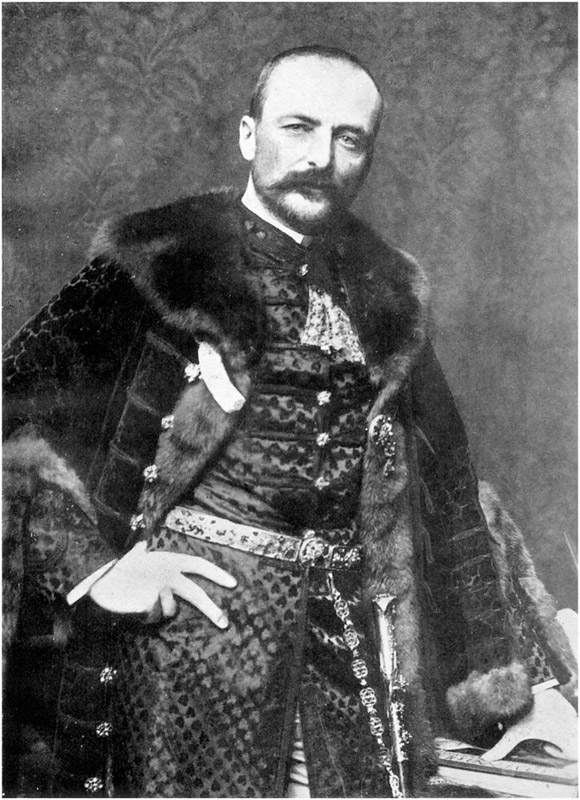
Premier István Tisza

De zakdoekstemming (Hongaars: Zsebkendőszavazás) was een stemming die op 18 november 1904 plaatsvond in het Hongaarse Huis van Afgevaardigden en voor grote ophef zorgde.

## Geschiedenis

### Voorgeschiedenis
De Liberale Partij regeerde Hongarije al bijna 30 jaar onafgebroken met ijzeren hand en ten dienste van de etnisch Hongaarse elite. De oppositie reageerde hierop met zogenaamde obstructie of filibusteren met het doel de aanname van nieuwe wetgeving tegen te houden of te vertragen. De regering-Széll slaagde er in 1902 tijdelijk in deze obstructie te doorbreken door een overeenkomst te sluiten met de oppositiepartijen, maar vanaf 1903 paste de oppositie de obstructie opnieuw toe.
Toen István Tisza in 1903 premier werd, onderdrukte deze oppositieprotesten hardhandig. Hij drong ook aan op een wijziging van het huisreglement van het Huis van Afgevaardigden om korte metten te maken met de obstructie.

### De stemming

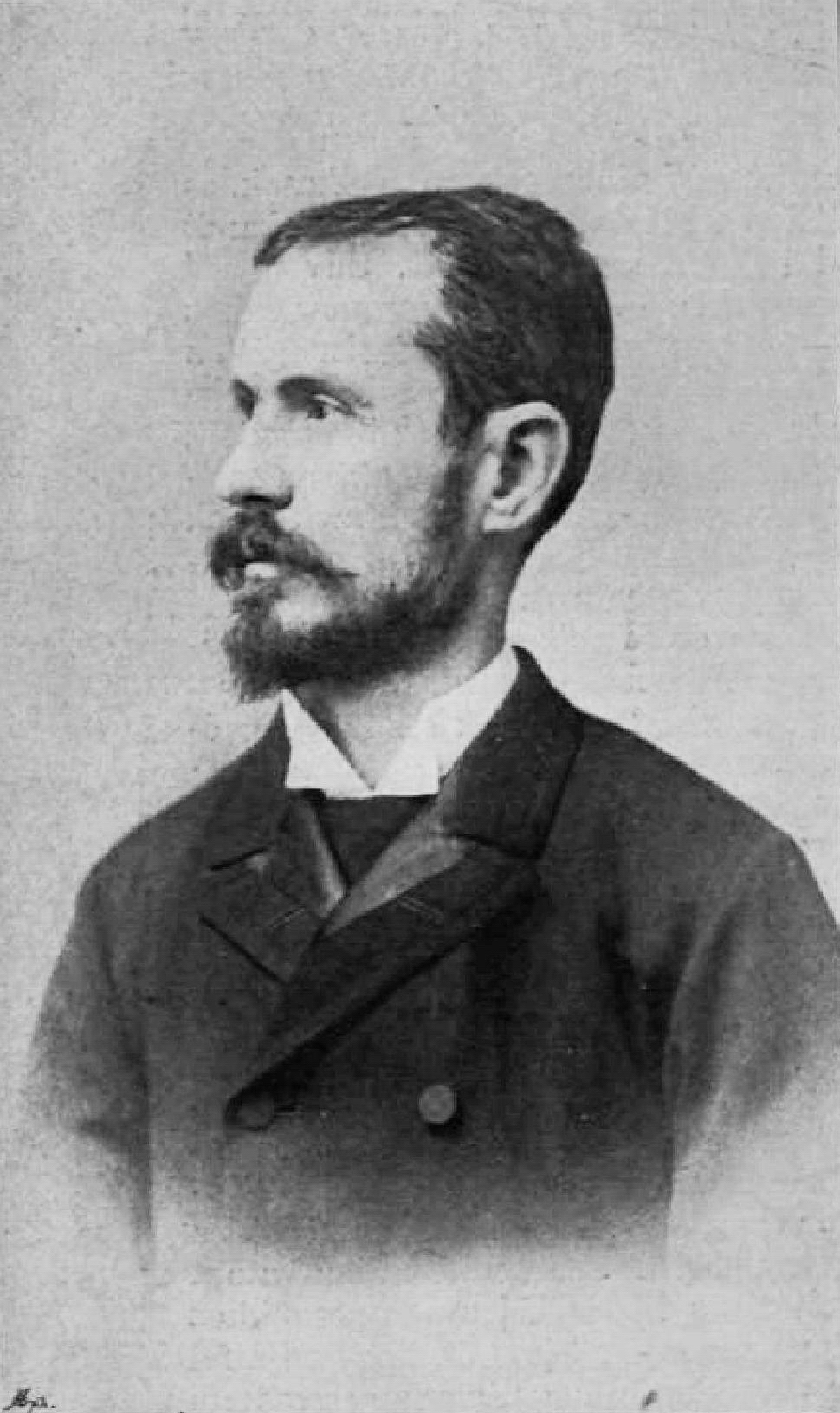
Dezső Perczel, voorzitter van het Huis van Afgevaardigden

Na een toespraak van István Tisza op 18 november 1904 diende een afgevaardigde van de Liberale Partij, Gábor Daniel, een motie in om de huisregels van het Huis van Afgevaardigden aan te passen. Deze motie hield in dat de bevoegdheden van de oppositie werden ingeperkt en moest een einde stellen aan de obstructie. Onder commotie verklaarde de voorzitter van het Huis van Afgevaardigden, Dezső Perczel, plots dat het voorstel was aangenomen en dat de zitting werd geschorst.
De getuigenissen van wat er precies was gebeurd, liepen uiteen, maar aangenomen wordt dat voorzitter Perczel in alle stilte had opgeroepen tot onmiddellijke stemming van het voorstel, waarbij hij met een zakdoek zou hebben gezwaaid als teken voor de afgevaardigden van de Liberale Partij om "ja" te stemmen. Vandaar ook de naam Zakdoekstemming. Deze list veroorzaakte veel ophef en Kálmán Széll en Gyula Andrássy verlieten de Liberale Partij, om zich aan te sluiten bij de oppositie. Toen de sessie op 13 december 1904 werd hervat, volhardde de oppositie in haar obstructie en liepen de gemoederen dermate op, dat het meubilair van het het lagerhuis zelfs werd verwoest en ordediensten werden aangevallen met het meubilair.

### Gevolgen
Ook andere afgevaardigden zoals Gyula Wlassics, Pál Teleki en Miklós Bánffy verlieten de Liberale Partij. Aanvankelijk noemden ze zich, onder leiding van Gyula Andrássy, de "Dissidenten" en sloten zich bij de verkiezingen van 1905 aan bij de verenigde oppositie, de "Coalitie". Na de verkiezingen richtte een deel van hen de Nationale Grondwetpartij op.
De verkiezingen van 1905 betekenden een groot verlies voor de Liberale Partij en een grote winst voor de verenigde oppositie, maar desondanks liet koning Frans Jozef de regering-Tisza nog enkele maanden op post. Uiteindelijk stelde de koning toch een nieuwe regering aan onder leiding van de militair Géza Fejérváry, die echter niet over een parlementaire meerderheid beschikte. In dit opzicht leidde de Zakdoekstemming uiteindelijk tot de Hongaarse crisis van 1905-1906. Nadat ongeveer een derde van de afgevaardigden voor de Liberale Partij tijdens de Hongaarse crisis de partij verliet, werd de Liberale Partij uiteindelijk ontbonden in 1906. Uiteindelijk richtten de overgeblevenen de Nationale Arbeidspartij op in 1910.